# Liyang, Tunxi
Liyang (kinesiska: 黎阳) är en köping i östra Kina. Den ligger i stadsdistriktet Tunxi i staden Huangshan i provinsen Anhui, omkring 260 kilometer söder om provinshuvudstaden Hefei. Antalet invånare är 15 893. Befolkningen består av 7 979 kvinnor och 7 914 män. Barn under 15 år utgör 11,0 %, vuxna 15-64 år 77 %, och äldre över 65 år 10,0 %.